# Стропальщик
Стро́пальщик — профессия, рабочий выполняющий строповку (обвязку) грузов или специальных вспомогательных приспособлений для производства погрузочно-разгрузочных работ совместно с грузоподъёмным механизмом (ГПМ).
Основные виды производства, где востребована работа стропальщика — строительство, складское хозяйство, портовые и железнодорожные грузовые терминалы, тяжелая промышленность.
Название профессии происходит от слова «строп» — преимущественно металлического троса с петлями, используемого для подвешивания груза к крюку грузоподъёмного механизма.

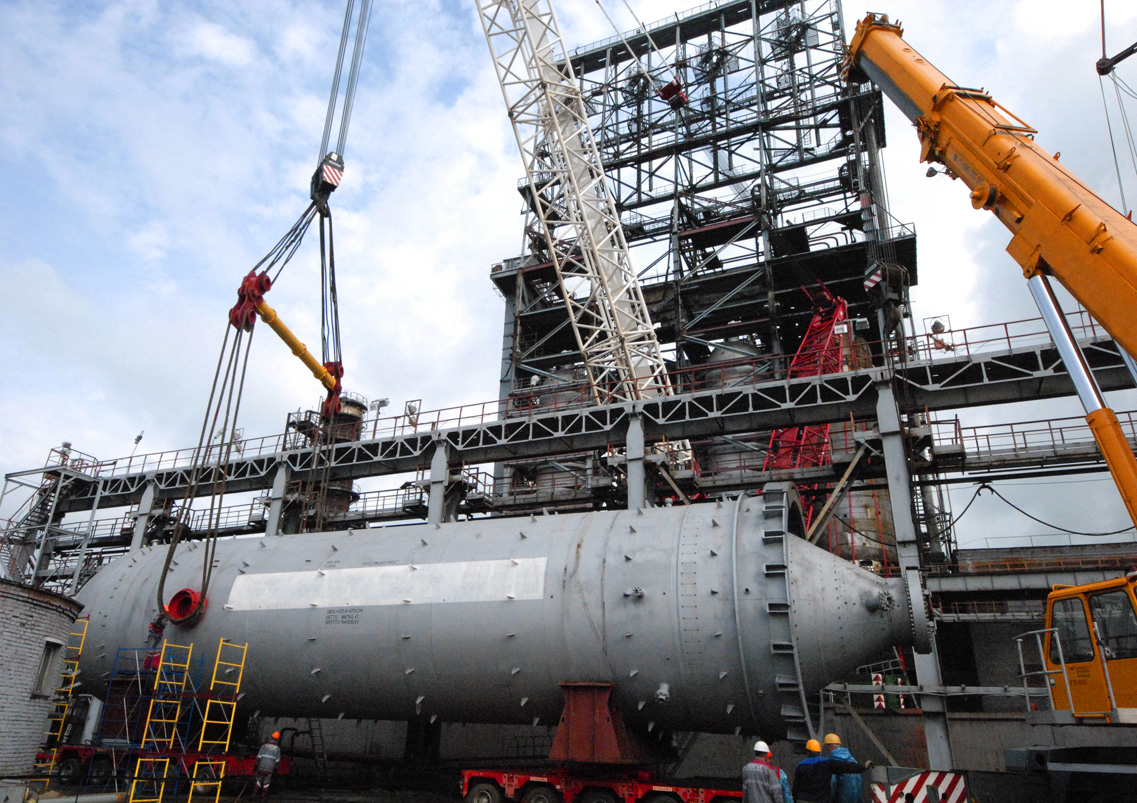
Строповка 200-тонной ёмкости с помощью четырёх стропов и металлической балки-траверса